# هارييت هوكينز
هارييت هوكينز (بالإنجليزية: Harriet Hawkins)‏ هي أكاديمية ومحاضرة وجغرافية بريطانية، ولدت في 1980.